# قانون الإصلاح 1832

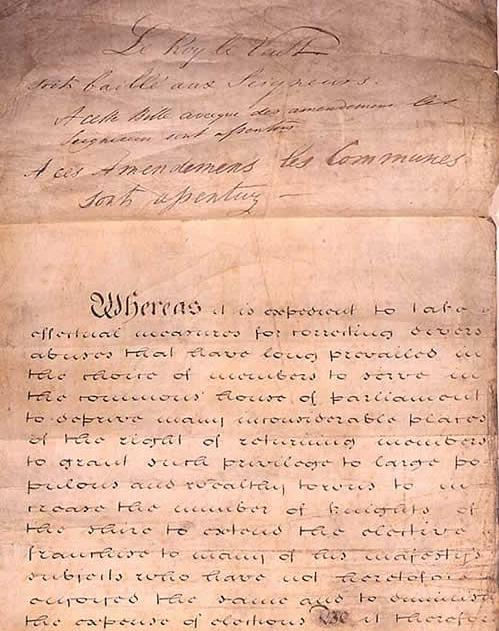
بداية المخطوطات لقانون الإصلاح لعام 1832، بموافقة ملكية من الملك ويليام الرابع.

كان قانون تمثيل الشعب لعام 1832 (المعروف أيضًا باسم قانون الإصلاح لعام 1832 أو قانون الإصلاح العظيم أو قانون الإصلاح الأول) قانونًا صادرًا عن برلمان المملكة المتحدة (تمت فهرسته على أنه قائمة قوانين برلمان المملكة المتحدة، 1820-1839) الذي أدخل تغييرات كبيرة للنظام الانتخابي في إنجلترا وويلز. فقد ألغى مقاطعات صغيرة، وأعطى تمثيلاً للمدن، ومنح حق التصويت لأصحاب الأراضي الصغار، والمزارعين المستأجرين، وأصحاب المتاجر، وأصحاب المنازل الذين يدفعون إيجارًا سنويًا بقيمة 10 جنيهات إسترلينية أو أكثر، وبعض المستأجرين. تمكّن الرجال المؤهلون فقط من التصويت؛ قدم القانون أول منع قانوني صريح على تصويت النساء، من خلال تعريف الناخب على أنه شخص ذكر.
وقد تم تصميمه لتصحيح الانتهاكات - «لاتخاذ إجراءات فعالة لتصحيح الانتهاكات المتنوعة التي سادت لفترة طويلة في اختيار الأعضاء للخدمة في مجلس العموم بالبرلمان». قبل الإصلاح، كان معظم الأعضاء يمثلون الأحياء. اختلف عدد الناخبين في المنطقة على نطاق واسع، من اثني عشر أو نحو ذلك إلى 12000. في كثير من الأحيان كان اختيار أعضاء البرلمان يتحكم فيه بشكل فعال راعي واحد قوي: على سبيل المثال تشارلز هوارد، دوق نورفولك الحادي عشر، كان يسيطر على أحد عشر منطقة. تباينت معايير التأهيل للامتياز بشكل كبير بين الأحياء، من شرط امتلاك الأرض، إلى مجرد العيش في منزل مع موقد يكفي لغلي وعاء.
كانت هناك دعوات للإصلاح قبل عام 1832 بوقت طويل، ولكن دون نجاح. القانون الذي نجح أخيرًا تم اقتراحه من قبل اليمينيين بقيادة رئيس الوزراء تشارلز جراي، إيرل جراي الثاني. وقد قوبلت بمعارضة كبيرة من الفصائل البتيّة في البرلمان، الذين حكموا البلاد لفترة طويلة. كانت المعارضة واضحة بشكل خاص في مجلس اللوردات. ومع ذلك، تم تمرير مشروع القانون في نهاية المطاف، نتيجة للضغط العام في الأساس. منح القانون مقاعد في مجلس العموم للمدن الكبيرة التي نشأت خلال الثورة الصناعية، وأزال المقاعد من «الأحياء المتعفنة»: تلك التي بها ناخبون صغيرون للغاية ويهيمن عليها عادة راعي ثري. كما زاد القانون عدد الناخبين من حوالي 400.000 إلى 650.000، مما يجعل واحدًا من كل خمسة ذكور بالغين مؤهلين للتصويت.

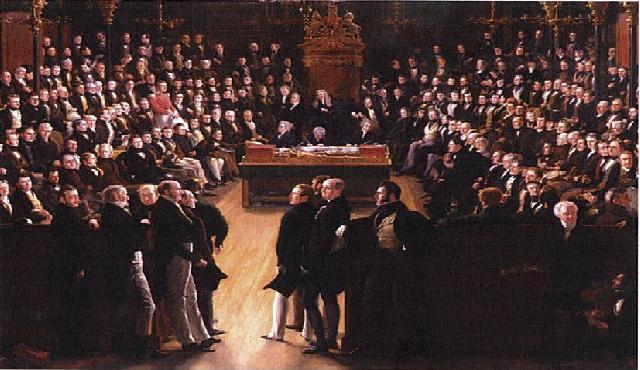
لوحة السيد جورج هايتر تحيي ذكرى مرور القانون. وهي تصور الجلسة الأولى لمجلس العموم الذي تم إصلاحه حديثًا في 5 فبراير 1833 التي عقدت في كنيسة سانت ستيفن. في المقدمة، أبرز رجال الدولة من اللوردات: تشارلز جراي، إيرل جراي الثاني (1764-1845)، ويليام لامب، الفيكونت الثاني في ملبورن (1779-1848) والويغز على اليسار؛ وآرثر ويليسلي، دوق ولنجتون الأول (1769–1852) والمحافظون على اليمين. حاليا في معرض الصور الوطني.

العنوان الكامل هو قانون لتعديل تمثيل الشعب في إنجلترا وويلز. عنوانها الرسمي المختصر والاقتباس هو «تمثيل قانون الشعب 1832 (برلمان المملكة المتحدة، 1820-1839)». القانون مطبق فقط في إنجلترا وويلز؛ أحدث قانون الإصلاح الأيرلندي 1832 تغييرات مماثلة في أيرلندا. كان قانون الإصلاح الإسكتلندي المنفصل لعام 1832 ثوريًا، حيث زاد عدد الناخبين بعامل 13 من 5000 إلى 65000.

## مجلس العموم الذي لم يتم إصلاحه

### التكوين
بعد أن أصبح قانون أعمال الاتحاد 1800 قانونًا في 1 يناير 1801، كان مجلس العموم غير المعدل يتكون من 658 عضوًا، منهم 513 يمثلون إنجلترا وويلز. كان هناك نوعان من الدوائر الانتخابية؛ المقاطعات والأحياء. كان من المفترض أن يمثل أعضاء المقاطعة ملاك الأراضي، بينما كان من المفترض أن يمثل أعضاء البلدة المصالح التجارية والتجارية للمملكة.  كانت المقاطعات عبارة عن تقسيمات وطنية تاريخية تأسست بين القرنين الثامن والسادس عشر. لم تكن مجرد دوائر انتخابية برلمانية. كثير من مكونات الحكومة (بما في ذلك المحاكم وميليشيا نظمت) على طول خطوط المحافظة.  عُرف أعضاء البرلمان الذين اختارتهم المقاطعات باسمفرسان شاير. في ويلز، انتخبت كل مقاطعة عضوًا واحدًا، بينما في إنجلترا انتخبت كل مقاطعة عضوين حتى عام 1826، عندما تم زيادة تمثيل يوركشاير إلى أربعة، بعد حرمان مقاطعة كورنيش من جرامباوند.
تراوحت الأحياء البرلمانية في إنجلترا على نطاق واسع في الحجم من القرى الصغيرة إلى المدن الكبيرة، ويرجع ذلك جزئيًا إلى أنها تطورت بشكل عشوائي. تم اختيار الأحياء القديمة في العصور الوسطى من قبل عمدة المقاطعات، وحتى القرية يمكن اعتبارها منطقة.  وكثير من هذه الأحياء في وقت مبكر (مثل Winchelsea ودنويتش) كانت المستوطنات الكبيرة في وقت منح حق التصويت الأصلي، ولكن توجه بعد ذلك إلى الانخفاض، وبحلول القرن 19 في وقت مبكر بعض لم يحصل إلا على عدد قليل من الناخبين، ولكن لا يزال انتخاب اثنين من أعضاء البرلمان؛ كانت تعرف في كثير من الأحيان باسم الأحياء الفاسدة. في القرون اللاحقة، قرر العاهل الحاكم المستوطنات التي يجب منحها. يبدو أن الملوك فعلوا ذلك في الغالب بشكل متقلب، وغالبًا مع القليل من الاهتمام لمزايا الأماكن التي كانوا يمنحونها حق التصويت. من بين 70 مقاطعة إنجليزية منحها ملوك تيودور حق التصويت، تم فيما بعد حرمان 31 منطقة من حق التصويت.  أخيرًا، ضاعف البرلمانيون في القرن السابع عشر التناقضات من خلال إعادة منح حق الاقتراع لـ 15 منطقة كان تمثيلها قد انقضى لقرون، سبعة منها حُرمت فيما بعد بموجب قانون الإصلاح. بعد نيواركتم منح حق الانتخاب في عام 1661، ولم يتم منح أي مقاطعات إضافية، وباستثناء وحيد لحرمان جرامباوند لعام 1821، ظل النظام غير العادل بدون تغيير حتى قانون الإصلاح لعام 1832. انتخبت معظم الأحياء الإنجليزية نائبين في البرلمان؛ لكن خمسة الأحياء انتخبت واحدة فقط MP: أبينغدون، بانبوري، Bewdley من، Higham فيريرز ومونموث. في مدينة لندن والبلدة مشتركة من ويماوث وMelcombe ريجيس كل انتخاب أربعة أعضاء. عادت كل من الأحياء الويلزية عضوًا واحدًا.

### الفرنسي
تم تمرير القوانين في عامي 1430 و 1432، في عهد هنري السادس وفق مؤهلات الملكية الموحدة لناخبي المقاطعات. بموجب هذه القوانين، يحق لجميع مالكي العقارات أو الأراضي التي تبلغ قيمتها 40 شلنًا على الأقل في مقاطعة معينة التصويت في تلك المقاطعة. هذا المطلب، المعروف باسم التملك الحر الأربعين شلن، لم يتم تعديله أبدًا مع التضخم؛ وهكذا تقلصت مساحة الأرض التي كان على المرء أن يمتلكها من أجل التصويت تدريجياً بمرور الوقت.  كان الامتياز مقصورًا على الذكور حسب العرف وليس القانون؛  في مناسبات نادرة تمكنت النساء من التصويت في الانتخابات البرلمانية نتيجة لملكية العقارات. ومع ذلك، فإن الغالبية العظمى من الناس لا يحق لهم التصويت؛ قُدّر حجم دائرة الناخبين في المقاطعة الإنجليزية في عام 1831 بحوالي 200000 فقط.  علاوة على ذلك، تفاوتت أحجام دوائر المقاطعة الفردية بشكل كبير. أصغر المقاطعات، روتلاند وأنجلسي، وكان أقل من 1000 ناخب لكل منهما، في حين أن أكبر مقاطعة، يوركشاير كان، أكثر من 20,000. أولئك الذين يمتلكون ممتلكات في دوائر انتخابية متعددة يمكنهم التصويت عدة مرات. لم يكن هذا قانونيًا فقط (نظرًا لعدم وجود حاجة عادة لمالك العقار للعيش في دائرة انتخابية من أجل التصويت هناك) كان من الممكن أيضًا، حتى مع التكنولوجيا في ذلك الوقت، نظرًا لأن الاقتراع كان يتم عادةً على مدار عدة أيام ونادرًا ما صوتت دوائر انتخابية مختلفة في نفس اليوم.
في الأحياء، كان الامتياز أكثر تنوعًا. كان هناك على نطاق واسع ستة أنواع من الأحياء البرلمانية، على النحو المحدد في امتيازها:
1. المناطق التي كان فيها الأحرار ناخبين؛
2. المناطق التي كان الامتياز فيها مقصورًا على أولئك الذين يدفعون scot and lot، وهو شكل من أشكال الضرائب البلدية؛
3. الأحياء التي لا يؤهل فيها الشخص للتصويت سوى ملكية عقار نهب؛
4. المقاطعات التي كان أعضاء المؤسسة فيها فقط ناخبين (ربما كانت هذه الأحياء في كل حالة «أحياء صغيرة»، لأن أعضاء المجلس كانوا عادة «في جيب» الراعي الثري)؛
5. الأحياء التي كان أصحاب المنازل الذكور فيها ناخبين (كانت تُعرف عادةً باسم «بوتوولوبر بلوبرز»، حيث كان التعريف المعتاد لرب المنزل هو الشخص القادر على غلي وعاء في موقده)؛
6. الأحياء التي كان لأصحاب الأراضي فيها الحق في التصويت.

امتلكت بعض الأحياء مزيجًا من هذه الأنواع المختلفة من الامتياز، وكان لمعظمها قواعد واستثناءات خاصة،  للعديد من البلديات شكل من أشكال الامتياز كان فريدًا بالنسبة لهم.
أكبر منطقة، وستمنستر، كان بها حوالي 12000 ناخب، في حين أن العديد من أصغرها، المعروفة عادة باسم «الأحياء المتعفنة»، كان لديها أقل من 100 لكل منها.  أشهر البلدة الفاسدة كانت أولد ساروم، التي كانت تحتوي على 13 قطعة أرض يمكن استخدامها «لتصنيع» ناخبين إذا لزم الأمر - عادة ما كان يُعتقد أن حوالي نصف دزينة كافية. ومن الأمثلة الأخرى دنويتش (32 ناخباً) وكاملفورد (25 ناخباً) وجاتون (7).
على النقيض من ذلك، كان عدد سكان فرنسا في عام 1831 يبلغ 32 مليون نسمة، أي حوالي ضعف 16.5 مليون في إنجلترا وويلز واسكتلندا.  ولكن كان هناك فقط 165000 ناخب فرنسي (0.52٪ من سكان فرنسا)، مقارنة بـ 439000 في بريطانيا (2.66٪ من سكان بريطانيا). تبنت فرنسا حق الاقتراع العام للذكور في عام 1848.

### منح المرأة حق التصويت
يبدو أن المطالبة بتصويت المرأة قد تم طرحها لأول مرة بواسطة جيريمي بنثام في عام 1817 عندما نشر خطته للإصلاح البرلماني في شكل تعليم،  وتناولها ويليام طومسون في عام 1825، عندما نشر، مع آنا ويلر، نداء من نصف الجنس البشري، النساء، ضد ادعاءات النصف الآخر، الرجال، للاحتفاظ بهم في السياسة، ومن ثم في العبودية المدنية والمحلية: ردًا على مقال السيد ميل الشهير عن الحكومة.  في «المقالة الشهيرة عن الحكومة»، صرح جيمس ميل:
... قد يتم شطب جميع الأفراد الذين يتم تضمين مصالحهم بلا منازع في مصالح الأفراد الآخرين دون أي إزعاج... في هذا الضوء أيضًا يمكن اعتبار النساء، أو مصالح جميعهن تقريبًا متورطة في مصالح آبائهن أو مصالح أزواجهن.
ومع ذلك، كان إصدار القانون بعد سبع سنوات منح حق التصويت «للذكور» حدثًا أكثر أهمية؛ وقد قيل أن إدراج كلمة «ذكر» كان بمثابة أول مانع قانوني صريح لتصويت النساء، مما وفر بؤرة للهجوم ومصدرًا للاستياء الذي نمت منه حركة حق المرأة في التصويت بمرور الوقت.

### الأحياء، الجيب والرشوة
كانت العديد من الدوائر الانتخابية، خاصة تلك التي لديها ناخبون صغيرون، تحت سيطرة ملاك الأراضي الأثرياء، وكانت تُعرف باسم أحياء الترشيح أو أحياء الجيب، لأنها قيل إنها في جيوب رعاتها. كان معظم الرعاة من النبلاء أو النبلاء الذين استطاعوا استخدام نفوذهم المحلي ومكانتهم وثروتهم للتأثير على الناخبين. كان هذا صحيحًا بشكل خاص في المقاطعات الريفية، وفي الأحياء الصغيرة الواقعة بالقرب من ملكية كبيرة للأرض. حتى أن بعض النبلاء كانوا يسيطرون على مجموعات انتخابية متعددة: على سبيل المثال، سيطر دوق نورفولك على أحد عشر، بينما سيطر إيرل لونسديل على تسعة.  الكتابة عام 1821، سيدني سميث أعلن أن «البلد ملك لدوق روتلاند، اللورد لونسديل، دوق نيوكاسل، وحوالي عشرين آخرين من أصحاب الأحياء. هم أسيادنا!» زعم تي إتش بي أولدفيلد في كتابه الممثل لتاريخ بريطانيا العظمى وأيرلندا أنه من بين 514 عضوًا يمثلون إنجلترا وويلز، تم اختيار حوالي 370 من قبل ما يقرب من 180 راعٍ.  كان من المتوقع أن يصوت العضو الذي يمثل منطقة جيب كما أمر راعيه، وإلا فقد مقعده في الانتخابات التالية.
قاوم الناخبون في بعض الدوائر الهيمنة الصريحة لأصحاب العقارات الأقوياء، لكنهم كانوا في الغالب عرضة للفساد. تم رشوة الناخبين بشكل فردي في بعض الأحياء، وبشكل جماعي في البعض الآخر. في عام 1771، على سبيل المثال، تم الكشف عن أن 81 ناخبًا في نيو شورهام (الذين شكلوا غالبية الناخبين) شكلوا منظمة فاسدة أطلقت على نفسها اسم «النادي المسيحي»، وباعت البلدة بانتظام لمن يدفع أعلى سعر. اشتهر بفسادهم بشكل خاص «النابوبس»، أو الأفراد الذين جمعوا ثروات في المستعمرات البريطانية في آسيا وجزر الهند الغربية. تمكن النابوبس، في بعض الحالات، من انتزاع السيطرة على الأحياء من طبقة النبلاء والنبلاء. اللورد تشاتام، رئيس وزراء بريطانيا العظمى خلال ستينيات القرن الثامن عشر، مراقباً الثروات التي تحققت في الهند، علق قائلاً: «لقد شق مستوردي الذهب الأجانب طريقهم إلى البرلمان، من خلال سيل من الفساد حيث لا يمكن أن تقاوم الثروة الوراثية الخاصة»

## الحركة من أجل الإصلاح

### محاولات مبكرة للإصلاح
خلال 1640s، عانت إنجلترا الحرب الأهلية التي تدور الملك تشارلز الأول والملكيين ضد البرلمانيين. في عام 1647، عقدت فصائل مختلفة من الجيش البرلماني المنتصر سلسلة من المناقشات، مناقشات بوتني، حول إصلاح هيكل الحكومة الإنجليزية. اقترحت العناصر الأكثر راديكالية اقتراع الرجولة الشامل وإعادة تنظيم الدوائر الانتخابية البرلمانية. أعلن زعيمهم توماس رينزبورو، «أعتقد أنه من الواضح، أن كل رجل يعيش في ظل حكومة يجب أولاً بموافقته أن يخضع لتلك الحكومة».
عارض الأعضاء الأكثر تحفظًا، قائلين بدلاً من ذلك أنه يجب السماح فقط للأفراد الذين يمتلكون أراضي في البلاد بالتصويت. على سبيل المثال، صرح هنري إريتون، «لا يحق لأي شخص الحصول على مصلحة أو مشاركة في إدارة شؤون المملكة... التي ليس لها مصلحة ثابتة دائمة في هذه المملكة». فازت آراء المحافظين «غرانديز» في النهاية. أوليفر كرومويل، الذي أصبح زعيم إنجلترا بعد إلغاء النظام الملكي عام 1649، رفض اعتماد الاقتراع العام. كان مطلوبًا من الأفراد امتلاك ممتلكات (حقيقية أو شخصية) بقيمة 200 جنيه إسترليني على الأقل  أجل التصويت. ومع ذلك وافق على بعض الإصلاحات الانتخابية. حرم العديد من الأحياء الصغيرة، ومنح التمثيل للمدن الكبيرة مثلمانشستر وليدز، وزيادة عدد الأعضاء المنتخبين من قبل المقاطعات المكتظة بالسكان. تم عكس جميع هذه الإصلاحات، مع ذلك، بعد وفاة كرومويل وعاد آخر برلمان تم انتخابه في فترة الكومنولث في عام 1659 إلى النظام الانتخابي كما كان موجودًا في عهد تشارلز الأول.
بعد استعادة النظام الملكي في عام 1660، بقيت قضية الإصلاح البرلماني خامدة. إن محاولة جيمس الثاني لإعادة تشكيل الشركات البلدية للسيطرة على مقاعد البلديات قد خلقت كراهية لأي تغيير بعد الثورة المجيدة. تم إحياؤه في ستينيات القرن الثامن عشر من قبل رئيس الوزراء اليميني ويليام بيت، إيرل تشاتام الأول («بيت الأكبر»)، الذي أطلق على تمثيل البلدة «الجزء الفاسد من دستورنا»(ومن هنا جاء مصطلح«البلدة الفاسدة»). ومع ذلك، لم يدعو إلى الحرمان الفوري للأحياء الفاسدة. واقترح بدلاً من ذلك إضافة عضو ثالث إلى كل مقاطعة، لتعويض تأثير البلدة. فشل حزب اليمينيون في الاتحاد وراء توسيع تمثيل المقاطعات؛ اعترض البعض على الفكرة لأنهم شعروا أنها ستمنح سلطة كبيرة للأرستقراطية والنبلاء في المناطق الريفية.  النهاية، على الرغم من مجهودات تشاتام، لم يتخذ البرلمان أي إجراء بشأن مقترحاته.
تم تناول سبب الإصلاح البرلماني بعد ذلك من قبل ابن اللورد تشاتام، ويليام بيت الأصغر (الذي وُصف على نحو مختلف بأنه حزب المحافظين و «اليميني المستقل»). مثل والده، امتنع عن اقتراح الإلغاء بالجملة للأحياء المتعفنة، ودعا بدلاً من ذلك إلى زيادة تمثيل المقاطعات. رفض مجلس العموم قرار بيت بأكثر من 140 صوتًا، على الرغم من تلقي التماسات للإصلاح تحمل أكثر من عشرين ألف توقيع. في عام 1783، أصبح بيت رئيسًا للوزراء لكنه كان لا يزال غير قادر على تحقيق الإصلاح. كان الملك جورج الثالث يكره الفكرة، وكذلك العديد من أعضاء حكومة بيت نفسه. في عام 1786، اقترح رئيس الوزراء مشروع قانون للإصلاح، لكن مجلس العموم رفضه بأغلبية 174 - 248 صوتًا. لم يثر بيت القضية مرة أخرى خلال الفترة المتبقية من ولايته.

### في أعقاب الثورة الفرنسية
انخفض الدعم للإصلاح البرلماني بعد انطلاق الثورة الفرنسية عام 1789. وأصبح العديد من السياسيين الإنجليز يعارضون بشدة أي تغيير سياسي كبير. على الرغم من رد الفعل هذا، تم إنشاء العديد من مجموعات الحركة الراديكالية للحث على الإصلاح. قامت مجموعة من اليمينيين بقيادة جيمس ميتلاند، وإيرل لودرديل الثامن، وتشارلز جراي بتأسيس منظمة تدعو إلى الإصلاح البرلماني في عام 1792. هذه المجموعة، المعروفة باسم جمعية أصدقاء الشعب، ضمت 28 نائباً. في عام 1793، قدم جراي إلى مجلس العموم التماسًا من أصدقاء الشعب يحدد انتهاكات النظام.والمطالبة بالتغيير. لم يقترح أي مخطط محدد للإصلاح، بل مجرد اقتراح يستفسر عنه مجلس النواب في التحسينات الممكنة. كان رد فعل البرلمان على الثورة الفرنسية سلبياً لدرجة أنه حتى طلب التحقيق هذا رُفض بفارق 200 صوت تقريباً. حاول جراي إثارة الموضوع مرة أخرى في عام 1797، لكن مجلس النواب رفضه مرة أخرى بأغلبية تزيد عن 150 شخصًا.
تضمنت المنظمات البارزة الأخرى المؤيدة للإصلاح نوادي هامبدن (التي سميت على اسم جون هامبدن، وهو سياسي إنجليزي عارض التاج خلال الحرب الأهلية الإنجليزية) والجمعية المقابلة في لندن (التي تتألف من العمال والحرفيين). لكن الإصلاحات «الراديكالية» التي دعمتها هذه المنظمات (على سبيل المثال، الاقتراع العام) وجدت دعمًا أقل في البرلمان. على سبيل المثال، عندما اقترح السير فرانسيس بورديت، رئيس نادي لندن هامبدن، قرارًا لصالح الاقتراع العام، والدوائر الانتخابية المتساوية الحجم، والتصويت بالاقتراع السري لمجلس العموم، وجد اقتراحه مؤيدًا واحدًا آخر فقط (اللورد كوكران) في البيت كله.
على الرغم من هذه النكسات، ظل الضغط الشعبي من أجل الإصلاح قوياً. في عام 1819، تم تنظيم مسيرة كبيرة مؤيدة للإصلاح في برمنغهام. على الرغم من أن المدينة لم يكن يحق لها الحصول على أي مقاعد في مجلس العموم، إلا أن المجتمعين قرروا انتخاب السير تشارلز وولسيلي «كممثل تشريعي» في برمنغهام. اقتداءً بمثالهم، عقد الإصلاحيون في مانشستر اجتماعاً مماثلاً لانتخاب «محامٍ تشريعي». حضر الحدث ما بين 20.000 و 60.000 (حسب تقديرات مختلفة)، وكثير منهم يحمل إشارات مثل «التمثيل المتساوي أو الموت». وأمر المتظاهرون بحلهم. عندما لم يفعلوا ذلك، قام مانشستر يومنري بقمع الاجتماع بالقوة. قُتل أحد عشر شخصًا وجُرح المئات، وأصبح الحدث فيما بعد معروفًا باسم مذبحة بيترلو. رداً على ذلك، أقرت الحكومة القوانين الستة، وهي إجراءات تهدف إلى إخماد المزيد من التحريض السياسي. على وجه الخصوص، حظر قانون الاجتماعات المثيرة للفتنة مجموعات من أكثر من 50 شخصًا من التجمع لمناقشة أي موضوع سياسي دون إذن مسبق من الشريف أو القاضي.

### الإصلاح خلال عشرينيات القرن التاسع عشر
منذ أن رفض مجلس العموم بانتظام الطعون المباشرة لنظام التمثيل من قبل الأغلبيات الكبيرة، كان على مؤيدي الإصلاح الاكتفاء بإجراءات أكثر تواضعًا. واليميني اللورد جون رسل رحلت هذه التدابير واحد في عام 1820، اقتراح disfranchisement من البلدة الفاسدة المعروف من غرمبوند في كورنوال. واقترح أن يتم نقل مقعدي البلدة إلى مدينة ليدز. وافق المحافظون في مجلس اللوردات على حرمان البلدة، لكنهم رفضوا قبول سابقة نقل مقاعدها مباشرة إلى مدينة صناعية. وبدلاً من ذلك، قاموا بتعديل الاقتراح بحيث تم منح مقعدين إضافيين ليوركشاير، المقاطعة التي تقع فيها ليدز. في هذا الشكل، أقر مشروع القانون كلا المجلسين وأصبح قانونًا. في عام 1828، اقترح اللورد جون راسل أن البرلمان تكرار الفكرة إلغاء الأقسام الإدارية الفاسدة من بنراين والشرق ريتفورد، ونقل مقاعدهم إلى مانشستر وبرمنغهام. لكن هذه المرة، رفض مجلس اللوردات مقترحاته. في عام 1830، اقترح راسل مخططًا آخر مشابهًا: منح حق التصويت في ليدز ومانشستر وبرمنغهام، وحرمان الأحياء الثلاثة التالية من حق التصويت التي ثبتت إدانتها بالفساد. مرة أخرى، تم رفض الاقتراح.
جاء دعم الإصلاح من مصدر غير متوقع - فصيل رجعي من حزب المحافظين - في عام 1829. حكومة حزب المحافظين بقيادة آرثر ويليسلي، دوق ويلينجتون الأول، استجابة لخطر الحرب الأهلية في أيرلندا الكاثوليكية إلى حد كبير، وضعت الإغاثة الكاثوليكية قانون 1829. ألغى هذا التشريع مختلف القوانين التي فرضت إعاقات سياسية على الروم الكاثوليك، ولا سيما القوانين التي منعتهم من أن يصبحوا أعضاء في البرلمان. رداً على ذلك، جاء المحافظون المتطرفون المحبطون والذين أدركوا وجود خطر على الدين الراسخ لصالح الإصلاح البرلماني، ولا سيما منح حق التصويت لمانشستر ولييدز ومدن أخرى غير ملتزمة بشدة في شمال إنجلترا.

## تمرير قانون الإصلاح

### مشروع قانون الإصلاح الأول
أدت وفاة الملك جورج الرابع في 26 يونيو 1830 إلى حل البرلمان بموجب القانون، وأجريت انتخابات عامة. أصبح الإصلاح الانتخابي، الذي نوقش مراراً خلال الدورة البرلمانية السابقة، قضية رئيسية في الحملة الانتخابية. في جميع أنحاء البلاد، تم تشكيل العديد من «النقابات السياسية» المؤيدة للإصلاح، وتتألف من أفراد الطبقة المتوسطة والعاملة. وكان الاتحاد السياسي الأكثر نفوذاً في برمنغهام بقيادة توماس أتوود. اقتصرت هذه المجموعات على الوسائل المشروعة لدعم الإصلاح، مثل تقديم الالتماسات والخطابة العامة، وحققت مستوى عالٍ من الدعم الشعبي.

فاز حزب المحافظين بأغلبية في الانتخابات، لكن الحزب ظل منقسمًا، وكان دعم رئيس الوزراء (دوق ولنجتون) ضعيفًا. عندما أثارت المعارضة قضية الإصلاح في إحدى المناقشات الأولى لهذا العام، قدم الدوق دفاعًا مثيرًا للجدل عن نظام الحكم الحالي، مسجلًا بلغة "الطرف الثالث" الرسمية في ذلك الوقت: 
كان مقتنعًا تمامًا بأن البلاد تمتلك، في الوقت الحالي، هيئة تشريعية أجابت على جميع الأغراض الجيدة للتشريع، وهذا بدرجة أكبر مما أجاب به أي مجلس تشريعي في أي بلد على الإطلاق. سيذهب إلى أبعد من ذلك، ويقول إن الهيئة التشريعية ونظام التمثيل يمتلكان الثقة الكاملة والكاملة للبلد. [...] كان يذهب إلى أبعد من ذلك، ويقول، إذا كان قد فرض عليه في الوقت الحالي واجب تشكيل مجلس تشريعي لأي بلد [...] لم يقصد التأكيد على أنه يمكنه تشكيل مثل هذه هيئة تشريعية كما يمتلكونها الآن، لأن طبيعة الإنسان كانت عاجزة عن الوصول إلى هذا الامتياز في الحال. [...] طالما كان يشغل أي منصب في حكومة البلد، يجب أن يشعر دائمًا أنه من واجبه مقاومة [الإصلاح] الإجراءات، عندما يقترحها الآخرون.
أثبتت آراء رئيس الوزراء الاستبدادية أنها لا تحظى بشعبية كبيرة، حتى داخل حزبه. بعد أقل من أسبوعين من أن أدلى ويلينغتون بهذه الملاحظات، في 15 نوفمبر 1830، أُجبر على الاستقالة بعد هزيمته في اقتراح بحجب الثقة. كتب سيدني سميث، "لم يتم تدمير أي إدارة على هذا النحو تمامًا وفجأة؛ وأعتقد أنه من خلال إعلان الدوق تمامًا، أظن أنه جهل تمامًا بحالة الشعور والرأي العام.  تم استبدال ويلينغتون بالمصلح اليميني تشارلز جراي، الذي كان في ذلك الوقت لقب إيرل جراي.
كان إعلان اللورد غراي الأول كرئيس للوزراء بمثابة تعهد بإجراء إصلاح برلماني. في 1 مارس 1831، قدم اللورد جون راسل مشروع قانون الإصلاح في مجلس العموم نيابة عن الحكومة. حرم مشروع القانون 60 من أصغر الأحياء، وقلل من تمثيل 47 آخرين. ألغيت بعض المقاعد بالكامل، بينما أعيد توزيع البعض الآخر على ضواحي لندن والمدن الكبيرة والمقاطعات واسكتلندا وأيرلندا. علاوة على ذلك، قام مشروع القانون بتوحيد امتياز البلدة وتوسيعه، مما أدى إلى زيادة حجم الناخبين (وفقًا لأحد التقديرات) بمقدار نصف مليون ناخب.
في 22 مارس، اجتذب التصويت في القراءة الثانية 608 أعضاء، بما في ذلك المتحدث غير المصوت (كان الرقم القياسي السابق 530 عضوًا). على الرغم من الحضور الكبير، تمت الموافقة على القراءة الثانية بصوت واحد فقط، وكان من الصعب إحراز مزيد من التقدم في مشروع قانون الإصلاح. خلال مرحلة اللجنة، قدم إسحاق جاسكوين اقتراحًا يعترض على أحكام مشروع القانون الذي خفض العدد الإجمالي للمقاعد في مجلس العموم. ووافق على هذا الاقتراح، خلافا لإرادة الحكومة، بأغلبية 8 أصوات. بعد ذلك، خسرت الوزارة تصويتًا على اقتراح إجرائي بأغلبية 22 صوتًا. وبما أن هذه الانقسامات أشارت إلى أن مجلس النواب كان ضد مشروع قانون الإصلاح، فقد قررت الوزارة طلب حل البرلمان ورفع استئنافه إلى الشعب.

### مشروع قانون الإصلاح الثاني
نما الضغط السياسي والشعبي للإصلاح لدرجة أن حزب اليمينيين المؤيدين للإصلاح فاز بأغلبية ساحقة في مجلس العموم في الانتخابات العامة لعام 1831. فاز الحزب اليميني في جميع الدوائر الانتخابية تقريبًا مع ناخبين حقيقيين، تاركًا المحافظين مع أكثر قليلاً من الأحياء الفاسدة. تم عرض مشروع قانون الإصلاح مرة أخرى على مجلس العموم، الذي وافق على القراءة الثانية بأغلبية كبيرة في يوليو. وأثناء مرحلة اللجنة، أبطأ معارضو مشروع القانون تقدمه من خلال مناقشات مضجرة لتفاصيله، لكنه أقر أخيرًا في سبتمبر، بهامش أكثر من 100 صوت.
ثم تم إرسال مشروع القانون إلى مجلس اللوردات، حيث عُرف أن الأغلبية كانت معادية له. بعد الانتصار الحاسم لحزب اليمين في انتخابات عام 1831، تكهن البعض بأن المعارضين سيمتنعون عن التصويت، بدلاً من تحدي إرادة الجمهور علانية. في الواقع، عندما صوّت اللوردات على القراءة الثانية لمشروع القانون بعد سلسلة من المناقشات التي لا تُنسى، امتنع العديد من أقران حزب المحافظين عن التصويت. ومع ذلك، حشد اللوردات الروحانيون بأعداد كبيرة بشكل غير عادي، ومن بين 22 حاضرًا، صوت 21 ضد مشروع القانون. فشلت بأغلبية 41 صوتا.
عندما رفض اللوردات مشروع قانون الإصلاح، تلا ذلك عنف عام. في ذلك المساء بالذات، اندلعت أعمال شغب في ديربي، حيث هاجمت مجموعة من الغوغاء سجن المدينة وأطلقت سراح العديد من السجناء. في نوتنغهام، أضرم المشاغبون النار في قلعة نوتنغهام (منزل دوق نيوكاسل) وهاجموا قاعة وولاتون (ملكية اللورد ميدلتون). وقعت أهم الاضطرابات في بريستول، حيث سيطر المشاغبون على المدينة لمدة ثلاثة أيام. اقتحم الغوغاء السجون ودمروا العديد من المباني، بما في ذلك قصر أسقف بريستول، قصر اللورد عمدة بريستول.والعديد من المنازل الخاصة. وشملت الأماكن الأخرى التي شهدت أعمال عنف دورست وليسترشاير وسومرست.
في غضون ذلك، قررت النقابات السياسية، التي كانت حتى الآن مجموعات منفصلة توحدها هدف مشترك فقط، تشكيل الاتحاد السياسي الوطني. وإدراكًا لهذه المجموعة باعتبارها تهديدًا، أصدرت الحكومة إعلانًا وفقًا لقانون الجمعيات المقابلة 1799 تعلن فيه أن مثل هذه الجمعية «غير دستورية وغير قانونية»، وأمرت جميع الرعايا المخلصين بتجنبها. تجاهل قادة الاتحاد السياسي الوطني هذا الإعلان، لكن قادة فرع برمنغهام المؤثر قرروا التعاون مع الحكومة من خلال تثبيط الأنشطة على المستوى الوطني.

### مشروع قانون الإصلاح الثالث
بعد رفض مشروع قانون الإصلاح في مجلس اللوردات، وافق مجلس العموم على الفور على اقتراح بالثقة يؤكد دعمهم لإدارة اللورد غراي. نظرًا لأن القواعد البرلمانية حظرت تقديم نفس القانون مرتين خلال نفس الجلسة، فقد نصحت الوزارة الملك الجديد، ويليام الرابع، بالتخلي عنالبرلمان. بمجرد أن بدأت الجلسة الجديدة في ديسمبر 1831، تم تقديم مشروع قانون الإصلاح الثالث. كان مشروع القانون مختلفًا من نواحٍ قليلة عن سابقيه؛ لم يعد يقترح تخفيض إجمالي عدد أعضاء مجلس العموم، وعكس البيانات التي تم جمعها خلال التعداد الذي تم الانتهاء منه للتو. أُقرت النسخة الجديدة في مجلس العموم بأغلبية أكبر في مارس 1832؛ تم إرساله مرة أخرى إلى مجلس اللوردات.
وإدراكًا منهم أن رفضًا آخر لن يكون ممكنًا سياسيًا، قرر معارضو الإصلاح استخدام التعديلات لتغيير الطابع الأساسي لمشروع القانون؛ على سبيل المثال، صوتوا لتأجيل النظر في البنود الواردة في مشروع القانون التي حرمت الأحياء المتعفنة. اعتقد الوزراء أنه لم يتبق لهم سوى بديل واحد: إنشاء عدد كبير من النبلاء الجدد، وإغراق مجلس اللوردات بأصوات مؤيدة للإصلاح. لكن امتياز تكوين النبلاء كان يقع على عاتق الملك، الذي ارتد عن خطوة جذرية ورفض مشورة حكومته بالإجماع. ثم استقال اللورد جراي، ودعا الملك دوق ولينغتون لتشكيل حكومة جديدة.
أصبحت الفترة التي تلت ذلك معروفة باسم «أيام مايو»، مع مستوى هائل من التحريض السياسي لدرجة أن البعض يخشى الثورة. دعا بعض المتظاهرين إلى عدم دفع الضرائب، وحثوا على التهرب من البنوك؛ ذات يوم ظهرت لافتات عبر لندن كتب عليها «أوقف الدوق، اذهب للذهب!» تم سحب 1.8 مليون جنيه إسترليني  من بنك إنجلترا في الأيام الأولى من الجولة (من حوالي 7 ملايين جنيه إسترليني  إجمالي الذهب في حوزة البنك).  أرسل الاتحاد السياسي الوطني ومنظمات أخرى التماسات إلى مجلس العموم تطالبهم بوقف العرض (قطع التمويل عن الحكومة) حتى يوافق مجلس اللوردات. وطالبت بعض المظاهرات بإلغاء طبقة النبلاء، بل وطالبت بعضها بإلغاء الملكية.  في ظل هذه الظروف، واجه دوق ولينغتون صعوبة كبيرة في حشد الدعم لرئاسته للوزراء، على الرغم من وعده بالإصلاح المعتدل. لم يكن قادرًا على تشكيل حكومة، ولم يترك أمام الملك ويليام أي خيار سوى استدعاء اللورد جراي. في النهاية وافق الملك على ملء مجلس اللوردات باليمينيين. ومع ذلك، دون علم مجلس وزرائه، وزع ويلينجتون رسالة بين أقرانه من حزب المحافظين، يشجعهم على الكف عن المزيد من المعارضة، ويحذرهم من عواقب الاستمرار. عند هذا، رضخ عدد كافٍ من الأقران المعارضين. من خلال الامتناع عن التصويتات الأخرى، سمحوا للتشريع بالمرور في مجلس اللوردات، وبالتالي لم يُجبر التاج على إنشاء أقران جدد. حصل مشروع القانون أخيرًا على الموافقة الملكية في 7 يونيو 1832، وبذلك أصبح قانونًا.

## النتائج

### الأحكام

#### إلغاء المقاعد
كان الهدف الرئيسي لقانون الإصلاح هو تقليل عدد الأحياء الترشيح. كان هناك 203 منطقة في إنجلترا قبل القانون.  تم إلغاء 56 أصغر من هؤلاء، وفقًا لمخزون المساكن وتقييم الضرائب، تمامًا. فقدت البلديات الثلاثين الأصغر التالية أحد نوابها. بالإضافة إلى ذلك، تم تقليص أعضاء ويموث وميلكومب ريجيس الأربعة إلى عضوين. وهكذا في المجموع، ألغى القانون 143 مقعدًا في البلدة في إنجلترا (أحد الأحياء التي سيتم إلغاؤها بالكامل، هيغام فيرير، كان لديه ناخب واحد فقط).

#### إنشاء مقاعد جديدة
وبدلاً من ذلك، أنشأ القانون 130 مقعدًا جديدًا في إنجلترا وويلز:
- تم تقسيم 26 مقاطعة إنجليزية إلى قسمين مع تمثيل كل قسم من قبل عضوين.
- 8 مقاطعات إنجليزية و 3 مقاطعات ويلزية استقبلت كل منها ممثلًا إضافيًا.
- يوركشاير، التي كان يمثلها أربعة نواب أمام القانون، أعطيت اضافية اثنين من النواب (حتى أن كل من الثلاثة ركوب كان يمثلها نائبان).
- 22 مدينة كبيرة أعطيت نائبين.
- ومنحت 21 مدينة أخرى (اثنان منها في ويلز) عضوًا برلمانيًا واحدًا.

وهكذا تم إنشاء 65 مقعدًا جديدًا في المقاطعات و 65 مقعدًا جديدًا في المنطقة في إنجلترا وويلز. انخفض العدد الإجمالي للأعضاء الإنجليز بمقدار 17 وزاد العدد في ويلز بمقدار أربعة.  تم تحديد حدود الأقسام الجديدة والأحياء البرلمانية في قانون منفصل، قانون الحدود البرلمانية لعام 1832.

#### تمديد الامتياز
كما وسع القانون الامتياز. في الدوائر الانتخابية بالمقاطعات، بالإضافة إلى أربعين شلنًا من أصحاب الامتياز، تم تمديد حقوق الامتياز إلى مالكي الأراضي في حيازة النسخ بقيمة 10 جنيهات إسترلينية  وأصحاب عقود الإيجار طويلة الأجل (أكثر من ستين عامًا) على أرض تبلغ قيمتها 10 جنيهات إسترلينية  و أصحاب عقود الإيجار على المدى المتوسط (بين العشرين وستين عاما) على قيمة الأرض £ 50  و سوف المستأجرين المعرضة لل دفع إيجار سنوي قدره 50 £.  في الدوائر الانتخابية المحلية، يعيش جميع أصحاب المنازل الذكور في ممتلكات تبلغ قيمتها 10 جنيهات إسترلينية على الأقل تم منح حق التصويت لمدة عام - وهو إجراء قدم لجميع الأحياء شكلاً موحدًا من الامتياز لأول مرة. احتفظ الناخبون المحليون الحاليون بحق التصويت مدى الحياة، على الرغم من تأهلهم، شريطة أن يكونوا مقيمين في الأحياء التي كانوا ناخبين فيها. في تلك الأحياء التي كان بها ناخبون أحرار، كان يتمتع بحقوق التصويت من قبل الأحرار المستقبليين أيضًا، شريطة أن يتم اكتساب الحرية عن طريق الولادة أو التدريب المهني وأن يكونوا أيضًا مقيمين.
كما أدخل القانون نظام تسجيل الناخبين، على أن يديره المشرفون على الفقراء في كل دائرة وبلدة. وأسست نظام محاكم خاصة لمراجعة النزاعات المتعلقة بمؤهلات الناخبين. كما سمح باستخدام أماكن اقتراع متعددة داخل نفس الدائرة، وحصر مدة الاقتراع ليومين. (في السابق، كان من الممكن أن تظل استطلاعات الرأي مفتوحة لمدة تصل إلى أربعين يومًا.)
لم يؤثر قانون الإصلاح نفسه على الدوائر الانتخابية في اسكتلندا أو أيرلندا. ومع ذلك، كانت هناك أيضا إصلاحات هناك، في ظل قانون إصلاح الإسكتلندي وقانون الإصلاح الايرلندي. حصلت اسكتلندا على ثمانية مقاعد إضافية، بينما حصلت أيرلندا على خمسة مقاعد؛ وبالتالي الحفاظ على العدد الإجمالي للمقاعد في مجلس العموم كما كان قبل القانون. في حين لم يتم حرمان أي دائرة انتخابية في أي من هذين البلدين، تم توحيد مؤهلات الناخبين وزيادة حجم الناخبين في كليهما.

### تأثيرات
بين عامي 1835 و 1841، بدأت جمعيات المحافظين المحلية في تثقيف المواطنين حول برنامج الحزب وشجعتهم على التسجيل للتصويت سنويًا، كما هو مطلوب بموجب القانون. وانضمت تغطية السياسة الوطنية في الصحافة المحلية إلى تقارير متعمقة عن السياسات الإقليمية في الصحافة الوطنية. لذلك اعتبر المحافظون الشعبيون أنفسهم جزءًا من حركة سياسية وطنية خلال ثلاثينيات القرن التاسع عشر.
من الصعب تقدير حجم الناخبين قبل الإصلاح. كان تسجيل الناخبين غائبًا، ونادرًا ما تم التنافس على العديد من الأحياء في الانتخابات. تشير التقديرات إلى أنه قبل قانون الإصلاح لعام 1832 مباشرة، كان يحق لـ 400 ألف مواطن إنجليزي [ التوضيح مطلوب ] التصويت، وبعد إقراره، ارتفع العدد إلى 650 ألفًا، بزيادة تزيد على 60٪.
يعتقد التجار، مثل صانعي الأحذية، أن قانون الإصلاح منحهم حق التصويت. أحد الأمثلة على ذلك هو صانعو الأحذية في Duns و Scottish Borders و Berwickshire. وضعوا لافتة تحتفل بقانون الإصلاح الذي ينص على «انتصرت المعركة. أبناء بريتانيا أحرار». تُعرض هذه اللافتة في متحف تاريخ الشعب في مانشستر.
أصبحت العديد من المدن التجارية والصناعية الكبرى أحياء برلمانية منفصلة بموجب القانون. شهدت الدوائر الجديدة صراعات حزبية داخل الطبقة الوسطى، وبين الطبقة الوسطى والطبقة العاملة. خلصت دراسة أجريت في منطقة هاليفاكس المتوسطة الحجم، 1832-1852، إلى أن المنظمات الحزبية، والناخبين أنفسهم، اعتمدوا بشكل كبير على العلاقات الاجتماعية المحلية والمؤسسات المحلية. شجع التصويت العديد من الرجال على أن يصبحوا أكثر نشاطًا في المجال السياسي والاقتصادي والاجتماعي.
أحدث القانون الإسكتلندي ثورة في السياسة في اسكتلندا، حيث يبلغ عدد سكانها مليوني نسمة. كان ناخبيها 0.2٪ فقط من السكان مقارنة بـ 4٪ في إنجلترا. ارتفع عدد الناخبين الاسكتلنديين بين عشية وضحاها من 5000 إلى 65000، أو 13 ٪ من الرجال البالغين، ولم يعد يقتصر على عدد قليل من العائلات الغنية جدًا.

### الناخبون المستأجرون
تنتمي معظم الأحياء الجيبية التي ألغيت بموجب قانون الإصلاح إلى حزب المحافظين. تم تعويض هذه الخسائر إلى حد ما من خلال تمديد التصويت إلى المستأجرين الذين يدفعون إيجارًا سنويًا قدره 50 جنيهًا إسترلينيًا.  تم تبني هذا البند، الذي اقترحه توري مركيز تشاندوس، في مجلس العموم على الرغم من معارضة الحكومة. وبالتالي فإن المستأجرين عند الرغبة الذين تم منحهم حق الاقتراع عادة ما يصوتون وفقًا لتعليمات الملاك، والذين بدورهم يدعمون حزب المحافظين عادةً.  هذا الامتياز، جنبًا إلى جنب مع الانقسامات الداخلية للحزب اليميني والصعوبات التي يواجهها اقتصاد الدولة، سمح للمحافظين تحت قيادة السير روبرت بيل بتحقيق مكاسب في انتخابات عام 1835 و1837، واستعادة مجلس العموم في عام 1841.
خلص فحص مؤرخ حديث للأصوات في مجلس النواب إلى أن مصلحة الأراضي التقليدية «عانت قليلاً جدًا» بموجب قانون 1832. استمروا في الهيمنة على مجلس العموم، بينما فقدوا القليل من سلطتهم لسن قوانين تركز على مصالحهم الضيقة. على النقيض من ذلك، خلصت الدراسة نفسها إلى أن قانون الإصلاح لعام 1867 تسبب في تآكل خطير في سلطتهم التشريعية وأن انتخابات عام 1874 شهدت خسارة كبار ملاك الأراضي لمقاعدهم في المقاطعات أمام أصوات المزارعين المستأجرين في إنجلترا وخاصة في أيرلندا.

### محددات
لم يمنح قانون الإصلاح الطبقة العاملة حق التصويت لأن الناخبين كانوا مطالبين بامتلاك ممتلكات بقيمة 10 جنيهات إسترلينية، وهو مبلغ كبير في ذلك الوقت. أدى هذا إلى تقسيم التحالف بين الطبقة العاملة والطبقة الوسطى، مما أدى إلى ظهور الحركة الشارتية.
على الرغم من أنها حرمت معظم الأحياء المتعفنة، إلا أن القليل منها بقي، مثل توتنيس في ديفون وميدهورست في ساسكس. كما ظلت رشوة الناخبين مشكلة. وكما لاحظ السير توماس إرسكين ماي، «كان من السابق لأوانه أن يتضح أنه مع إنشاء المزيد من الأصوات، سيتم بيع المزيد من الأصوات».
عزز قانون الإصلاح مجلس العموم من خلال تقليل عدد الأحياء التي يسيطر عليها الأقران. اشتكى بعض الأرستقراطيين من أن الحكومة قد تجبرهم في المستقبل على تمرير أي مشروع قانون، وذلك ببساطة من خلال التهديد بإغراق مجلس اللوردات بنبلاء جدد. أعرب دوق ويلينجتون عن أسفه قائلاً: "إذا كان من الممكن تنفيذ مثل هذه المشاريع من قبل وزير التاج دون عقاب، فلا شك في أن دستور هذا البيت، وهذا البلد، قد انتهى. [...] هنا وضع حد مطلق للسلطة وأغراض التداول في هذا المجلس، ووضع حد لجميع وسائل القرار العادلة والسليمة ".  ومع ذلك، يُظهر التاريخ اللاحق للبرلمان أن تأثير اللوردات لم يتضاءل إلى حد كبير. لقد أجبروا مجلس العموم على قبول تعديلات مهمة على مشروع قانون الإصلاح البلدي في عام 1835، وأجبروا على تقديم تنازلات بشأن التحرر اليهودي، وقاوموا بنجاح العديد من مشاريع القوانين الأخرى التي يدعمها الجمهور.  لن تتحقق مخاوف ويلينجتون إلا بعد عقود، وبلغت ذروتها في قانون البرلمان لعام 1911.

### مزيد من الإصلاحات
خلال السنوات التالية، اعتمد البرلمان العديد من الإصلاحات الطفيفة. زادت قوانين البرلمان التي أقرت في 1835 و 1836 من عدد مراكز الاقتراع في كل دائرة انتخابية، وبالتالي قللت الاقتراع إلى يوم واحد.  كما أقر البرلمان العديد من القوانين التي تهدف إلى مكافحة الفساد، بما في ذلك قانون الممارسات الفاسدة 1854، على الرغم من أن هذه الإجراءات أثبتت أنها غير فعالة إلى حد كبير. لم يسع أي من الطرفين إلى مزيد من الإصلاح الرئيسي. اعتبر كبار رجال الدولة على الجانبين قانون الإصلاح تسوية نهائية.
ومع ذلك، كان هناك تحريض شعبي كبير لمزيد من التوسع في جمهور الناخبين. على وجه الخصوص، اكتسبت الحركة الشارتية، التي طالبت بالاقتراع العام للرجال، ودوائر انتخابية متساوية الحجم، والتصويت بالاقتراع السري، أتباعًا واسع النطاق. لكن حزب المحافظين توحدوا ضد المزيد من الإصلاح، ولم يسع الحزب الليبرالي (خليفة حزب اليمينيون) إلى مراجعة عامة للنظام الانتخابي حتى عام 1852. وشهدت خمسينيات القرن التاسع عشر تقديم اللورد جون راسل عددًا من مشاريع قوانين الإصلاح لتصحيح العيوب في الفصل الأول تركت دون معالجة. ومع ذلك، لم ينجح أي اقتراح حتى عام 1867، عندما اعتمد البرلمان قانون الإصلاح الثاني.
ومن المجالات التي لم يتناولها قانون الإصلاح مسألة الحكومة البلدية والإقليمية. نتيجة للتقاليد القديمة، كان للعديد من المقاطعات الإنجليزية جيوب ومعازل، والتي تم إلغاؤها في الغالب في قانون المقاطعات (الأجزاء المنفصلة) لعام 1844. علاوة على ذلك، قامت العديد من التجمعات السكانية والمناطق الاقتصادية الجديدة بسد حدود المقاطعات التقليدية من خلال تشكيلها في مناطق كانت مغمورة سابقًا: كانت منطقة ويست ميدلاندز بمثابة جسر بين ستافوردشاير ووارويكشاير وروسيسترشاير، وكان لدى كل من مانشستر وليفربول مناطق نائية في شيشاير ولكن مراكز المدن في لانكشاير، بينما في الجنوب كانت الضواحي الجنوبية لأوكسفورد النامية في بيركشاير، وكانت لندن تتوسع في إسكس وساري وميدلسكس. أدى هذا إلى مزيد من الإجراءات لإعادة تنظيم حدود المقاطعات في أواخر القرنين التاسع عشر والعشرين.

## تقديرات
يرجع العديد من المؤرخين إلى قانون الإصلاح لعام 1832 بإطلاق الديمقراطية الحديثة في المملكة المتحدة.  أشاد جنرال موتورز تريفيليان بالعام 1832 باعتباره لحظة فاصلة تم فيها «تأسيس» سيادة الشعب «في الواقع، إن لم يكن في القانون».  يشير السير إرسكين ماي إلى أن «البرلمان المُصلح كان، بلا شك، أكثر ليبرالية وتقدمية في سياسته من البرلمانات القديمة؛ أكثر نشاطًا ونشاطًا؛ أكثر عرضة لتأثير الرأي العام؛ وأكثر أمانًا في ثقة الشعب»، لكنه اعترف بأنه«لا يزال يتعين النظر في عيوب خطيرة». جادل مؤرخون آخرون بأن الديمقراطية الحقيقية بدأت تظهر فقط مع قانون الإصلاح الثاني في عام 1867، أو ربما بعد ذلك. يقول نورمان جاش أنه «سيكون من الخطأ افتراض أن المشهد السياسي في الجيل التالي اختلف بشكل أساسي عن المشهد السابق».
جاء الكثير من التأييد لإقرار البرلمان من المحافظين الذين يأملون في تجنب المزيد من التغييرات الجذرية. جادل إيرل جراي بأن أفضل طريقة لخدمة الطبقة الأرستقراطية هي برنامج الإصلاح البناء الحذر. عارض معظم المحافظين بشدة، وقدموا تنبؤات رهيبة حول ما اعتبروه مقترحات خطيرة وخطيرة. ومع ذلك، أيد فصيل واحد من المحافظين المتطرفين تدابير الإصلاح من أجل إضعاف وزارة ويلينغتون، والتي أغضبتهم بمنحهم التحرر الكاثوليكي.
كان المؤرخون في العقود الأخيرة مستقطبين حول التأكيد أو التقليل من أهمية القانون.  ومع ذلك، جادل جون أ.فيليبس وتشارلز ويذريل عن تأثير التحديث الجذري على النظام السياسي:
أطلق جنون إنجلترا بشأن مشروع قانون الإصلاح في عام 1831، إلى جانب تأثير القانون نفسه عند صدوره في عام 1832، العنان لموجة من التحديث السياسي استخدمها الحزب اليميني بشغف واحتضنها حزب المحافظين على مضض، ولكن ليس أقل فعالية. سرعان ما دمر الإصلاح النظام السياسي الذي كان سائدًا خلال فترة حكم جورج الثالث الطويلة واستبدله بنظام انتخابي حديث أساسًا يقوم على الحزبية الصارمة والمبدأ السياسي الواضح. وبالكاد كان قانون الإصلاح «متواضعا» في عواقبه، فمن النادر أن يتسبب في تغيير جذري في النسيج السياسي في إنجلترا.
وبالمثل، خلص إريك إيفانز إلى أن قانون الإصلاح «فتح الباب على عالم سياسي جديد». على الرغم من أن نوايا غراي كانت محافظة، كما يقول إيفانز، وأن قانون 1832 منح الأرستقراطية سيطرة إضافية لمدة نصف قرن على البرلمان، إلا أن القانون فتح أسئلة دستورية لمزيد من التطوير. يجادل إيفانز بأن قانون 1832، وليس الإصلاحات اللاحقة لعام 1867 أو 1884 أو 1918، هو ما كان حاسمًا في جلب الديمقراطية التمثيلية إلى بريطانيا. يخلص إيفانز إلى أن قانون الإصلاح يمثل البداية الحقيقية لتطور نظام سياسي حديث يمكن التعرف عليه.